# Tubores (municipalité)
Tubores est l'une des onze municipalités de l'État de Nueva Esparta au Venezuela. Elle se compose de deux parties, chacune sur les deux îles de Cubagua et Margarita. Son chef-lieu est Punta de Piedras situé sur l'île de Margarita. En 2011, la population s'élève à 36 924 habitants.

## Géographie

### Subdivisions
La municipalité possède une seule paroisse civile et une parroquia capital, traduite ici par « capitale » (en italiques et suivie d'une astérisque) avec, chacune à sa tête, une capitale (entre parenthèses) :
- Capitale Tubores * (Punta de Piedras) ;
- Los Barales (El Guamache).